# Kalafina
Kalafina（カラフィナ）は、日本の3人組女性ボーカルユニット。スペースクラフトプロデュース所属。レーベルはSACRA MUSIC。2019年3月に解散したが、2025年1月に開催したコンサートで再結集した。

## 概要

### 結成経緯
元々は全7部からなる劇場版アニメ『空の境界』（からのきょうかい）シリーズの主題歌プロジェクトのために結成されたユニットであった。プロデューサーは同映画で劇伴も担当した梶浦由記。メンバー未公表のままデビューシングル「oblivious」をリリースしたのち、2008年4月29日に開催されたライブ『Revo&梶浦由記 Presents Dream Port 2008』に出演し、梶浦のソロプロジェクトであるFictionJunctionのボーカルとして活動していたWakanaとKeikoがメンバーであることが明らかとなった。梶浦は同ライブのパンフレットで「Kalafinaは定員の無い流動的なユニット」と語っており、その言葉通り2ndシングル「sprinter/ARIA」からオーディションで選抜されたHikaruとMayaが加わった。『空の境界』主題歌プロジェクトの楽曲が収録された1stアルバム『Seventh Heaven』リリースを機にMayaがユニットを離れて活動することが発表され「Wakana、Keiko、Hikaruの3名を正式メンバー」として活動を継続していくこととなった。

### ユニット名
ユニット名についてはWakanaとKeikoがラジオ番組に出演した際「ユニット名の由来は秘密」と語ったりしていたが、名付け親の梶浦が「『Kalafina』は造語なんですよ。意味も由来も何もありません。」「意味は無いけど、ただちょっと東欧っぽい響きがいいな〜と思って付けたことは確かだけどね。」とツイートしている。「Kalafinaの名前の由来って何？と良く聞かれるんですが、実はあれ、ルーマニア古語の『Anifalak』の逆さ読みなんですよ。『神に背く者』という意味なんですって。」というのは梶浦のエイプリルフールネタである。

### 正式メンバー決定後
2009年3月4日、『空の境界』主題歌プロジェクトの楽曲が収録された1stアルバムと同時に、テレビアニメ『黒執事』エンディングテーマである「Lacrimosa」をリリース。更に同年7月1日には、梶浦が音楽を担当していた歴史秘話ヒストリア（NHK）のオープニングBGMを日本語詞でカバーした「storia」をリリース。同楽曲は2013年より同番組の正式なオープニングテーマに起用され、グループの代表曲の1つとなった。同年8月26日には初のワンマン公演「Kalafina LIVE 2009 “storia”」を Shibuya O-EASTで開催。
2010年2月から3月にかけて、初の海外公演となるアジアツアーを開催。同年7月6日にはベイエフエムでレギュラーラジオ番組の『Kalafina倶楽部』が開始した。
2015年2月28日と3月1日に日本武道館にてワンマン公演「THE Red Day」と「THE Blue Day」を開催。それぞれ前年にリリースした2枚ベストアルバムの収録曲を中心としたセットリストであった。同年9月16日にリリースされた5thアルバム「far on the water」は自身最高となるオリコンチャート週間2位を記録した。
2017年4月5日、新たに発足したアニメソングアーティストを中心としたレーベルであるSACRA MUSICに移籍。同レーベルの第1弾リリースでもある20thシングル「into the world/メルヒェン」がリリースされた。同年4月14日、単独の公式ファンクラブ「Harmony」をオープン。同年8月9日、21枚目のシングルでありラストシングル「百火撩乱」を発売。
結成のきっかけとなったプロジェクト『劇場版 空の境界』を制作したアニメーション制作会社ufotableの制作作品とタイアップすることが多く、デビューシングル「oblivious」から最後の楽曲となった21枚目のシングル「百火撩乱」までに、全35曲のタイアップのうち15曲をufotable作品とタイアップしていた。また、梶浦がNHKの番組にて音楽制作を担当した縁からNHKが放送する番組とのタイアップも多く、過去にタイアップを6曲行っていた。さらに、『魔法少女まどか☆マギカ』の主題歌を担当して以降、同シリーズのタイアップを5曲担当した。

### プロデューサーとメンバーの退社・解散
2017年
12月22日、梶浦が所属事務所のスペースクラフトを退社することが発表され、これにより「Kalafinaも活動休止の方向へ」と報じられた。
2018年
1月23日、日本武道館で『Kalafina 10th Anniversary LIVE 2018』を開催。これがグループとして最後の主催ライブとなった。

2月21日にプロデューサー梶浦由記がスペースクラフト退社、Kalafinaのプロデュースを降板した。
同年3月3日には合同ライブ『songful days』3月11日に『Toyosu Music Collaboration』 ～チームスマイル東日本大震災復興支援LIVE～に出演。
3月13日には同月末をもって一部メンバーが脱退という週刊誌記事の報道がなされた。
レギュラー放送のラジオ番組『Kalafina倶楽部』も3月末をもって終了が決定。
後にファンクラブサイトにおいてメンバー1人が事務所を退社するとの発表が行われた。
3月30日に封切られたドキュメンタリー映画『Kalafina 10th Anniversary Film 〜夢が紡ぐ輝きのハーモニー〜』の舞台挨拶を最後の活動とし、4月13日にはKeikoが4月1日にスペースクラフトを退社していたことが報じられた。
9月 - 10月に開催されたWakanaのソロライブツアー『Wakana Live Tour 2018 〜時を越えて〜』ファイナル公演（10月17日）において、シングル「時を越える夜に」でソロデビューする事が発表された。
11月2日、Hikaruが10月20日をもってスペースクラフトを退社していたことが報告された。退社によりグループは活動を停止した状態となった。現在はWakanaのみスペースクラフトに在籍し活動している
2019年
3月13日、再開の道を模索するも活動を再開する事は困難とし、解散した。Kalafinaファンクラブ「Harmony」は4月1日よりWakana オフィシャルファンクラブ「Botanical Land」に変更となった。

### 解散後
2019年より、Wakanaがビクターエンタテイメント、2020年よりHikaruがH-el-ical//名義でNBCユニバーサル・エンターテイメントジャパン、Keikoがavex traxよりそれぞれソロでメジャーデビュー。また、Kalafina楽曲はWakanaファーストソロライブを皮切りにメンバーが各自ソロライブやYouTubeのライブ配信等でも歌唱している。各自のソロライブではWakanaがソロライブで比較的頻繁に披露している一方で、事務所を退社したHikaruとKeikoは現状、Hikaruは1stライブにて、Keikoは2ndライブでゲスト出演のMay'nとのコラボでの披露以降ソロライブでの披露をしていない。
元プロデューサーでKalafina全楽曲の作詞作曲を手掛けた梶浦由記は主催ライブ「Yuki Kajiura LIVE」でKalafina曲をセルフカバーとして披露している。同ライブでの披露の際は「Yuki Kajiura LIVE」レギュラーボーカリストでもあるKeikoに加え、Hikaruがゲスト出演している。主にメンバーWakanaが担当していた高音のメイン、コーラスパートは「Yuki Kajiura LIVE」レギュラーボーカルの複数人が担当している。
2025年1月、メンバー3人が約6年ぶりに再集結し、武部聡志が音楽監督を務める形で東京ガーデンシアターに於いて『Kalafina Anniversary LIVE 2025』を開催した。再集結が告知された2024年10月3日、梶浦はこれを受けて、事前に情報を知らされていなかったことを明かし、「Kalafinaの皆さまは今後、私のプロデュースを離れ、私の知らない所で新しいKalafinaとして歩まれることを決意されたのでしょう」と決別の念を綴った。

## 特徴
- 通称「梶浦語」と呼ばれる意味の無い造語によるコーラス。
- ライブハウスからアリーナまで公演を主催した経験を持つ。
- 役割分担としてはWakana（高音）、Hikaru（中音）、Keiko（低音）である。
- NHK総合で放送されている歴史情報番組『歴史秘話ヒストリア』やアニメのテーマソングなどを担当しているため、コンサートの客層は10代後半～60代前後の男女と非常に幅広い。特に秋から冬にかけて行われる『Kalafina with Strings』ではクリスマスソングを中心とした弦楽・ピアノ・フルートとボーカルによるアコースティックなハーモニーを楽しむ老若男女の姿が見られた。

## メンバー

### 解散時のメンバー
- Wakana（1984年12月10日生まれ、東京都出身 福岡県育ち。2018年までFictionJunctionにも参加）主に高音パート。
- Keiko（1985年12月5日[27][28]、東京都出身　FictionJunctionにも参加）主に低音パート。2018年4月1日に事務所退社。
- Hikaru（1987年7月2日[29]、富山県出身　Sony Musicオーディション選抜）主に中音パート。2018年10月20日に事務所退社。

### 脱退したメンバー
- Maya（2ndシングル「sprinter/ARIA」）[30]

### バンドメンバー
- 今野均
- 櫻田泰啓
- 是永巧一
- 高橋 "Jr." 知治
- 佐藤強一
- 赤木りえ
- 大平佳男

## 作品

### シングル
| 枚                   | 発売日               | タイトル                    | 規格品番                            | 規格品番             | 規格品番                                  | 規格品番             | オリコン 最高位      |
| 枚                   | 発売日               | タイトル                    | DVD付盤                             | BD付盤               | CDのみ盤                                  | アナログ盤           | オリコン 最高位      |
| SME Records レーベル | SME Records レーベル | SME Records レーベル        | SME Records レーベル                | SME Records レーベル | SME Records レーベル                      | SME Records レーベル | SME Records レーベル |
| -------------------- | -------------------- | --------------------------- | ----------------------------------- | -------------------- | ----------------------------------------- | -------------------- | -------------------- |
| 1st                  | 2008年1月23日        | oblivious                   |                                     |                      | SECL-585（初回限定盤） SECL-586（通常盤） |                      | 8位                  |
| ※                    | 2008年4月23日        | Re/oblivious                |                                     |                      | SECL-639                                  |                      | 37位                 |
| 2nd                  | 2008年7月30日        | sprinter/ARIA               | SECL-669/70                         |                      | SECL-671                                  |                      | 10位                 |
| 3rd                  | 2008年12月24日       | fairytale                   | SECL-733/4                          |                      | SECL-735                                  |                      | 9位                  |
| 4th                  | 2009年3月4日         | Lacrimosa                   | SECL-760/1                          |                      | SECL-762                                  |                      | 14位                 |
| 5th                  | 2009年7月1日         | storia                      | SECL-786/7                          |                      | SECL-788                                  |                      | 15位                 |
| 6th                  | 2009年10月28日       | progressive                 | SECL-814/5                          |                      | SECL-816                                  |                      | 14位                 |
| 7th                  | 2010年1月20日        | 光の旋律                    | SECL-836/7                          |                      | SECL-838                                  |                      | 7位                  |
| 8th                  | 2010年9月15日        | 輝く空の静寂には            | SECL-901/2                          |                      | SECL-903（通常盤） SECL-904（アニメ盤）   |                      | 14位                 |
| 9th                  | 2011年2月16日        | Magia                       | SECL-939/40                         |                      | SECL-941（通常盤） SECL-942（アニメ盤）   |                      | 7位                  |
| 10th                 | 2012年4月18日        | to the beginning            | SECL-1088/9 SECL-1093/4（アニメ盤） | SECL-1090/1          | SECL-1092                                 |                      | 11位                 |
| 11th                 | 2012年7月18日        | moonfesta〜ムーンフェスタ〜 | SECL-1152/3                         | SECL-1154/5          | SECL-1156                                 |                      | 11位                 |
| 12th                 | 2012年10月24日       | ひかりふる                  | SECL-1200/1 SECL-1205/6（アニメ盤） | SECL-1202/3          | SECL-1204                                 |                      | 4位                  |
| 13th                 | 2013年10月2日        | アレルヤ                    |                                     |                      | SECL-1390（通常盤） SECL-1391（アニメ盤） |                      | 10位                 |
| 14th                 | 2013年11月6日        | 君の銀の庭                  | SECL-1417/8                         | SECL-1419/20         | SECL-1421（通常盤） SECL-1422（アニメ盤） |                      | 4位                  |
| 15th                 | 2014年8月6日         | heavenly blue               |                                     |                      | SECL-1545                                 |                      | 15位                 |
| 16th                 | 2014年11月19日       | believe                     | SECL-1612/3 SECL-1617/8（アニメ盤） | SECL-1614/5          | SECL-1616                                 |                      | 10位                 |
| 17th                 | 2015年5月13日        | ring your bell              | SECL-1691/2 SECL-1696/7（アニメ盤） | SECL-1693/4          | SECL-1695                                 | SEJL-27              | 8位                  |
| 18th                 | 2015年8月12日        | One Light                   | SECL-1741/2 SECL-1746/7（アニメ盤） | SECL-1743/4          | SECL-1745                                 | SEJL-28              | 10位                 |
| 19th                 | 2016年8月10日        | blaze                       | SECL-1956/7 SECL-1961/2（アニメ盤） | SECL-1958/9          | SECL-1960                                 | SEJL-31              | 10位                 |
| SACRA MUSIC レーベル |                      |                             |                                     |                      |                                           |                      |                      |
| 20th                 | 2017年4月5日         | into the world/メルヒェン   | VVCL-1001/2 VVCL-1006/7（アニメ盤） | VVCL-1003/4          | VVCL-1005                                 | VVJL-1               | 9位                  |
| 21st                 | 2017年8月9日         | 百火撩乱                    | VVCL-1071/2 VVCL-1076/7（アニメ盤） | VVCL-1073/4          | VVCL-1075                                 | VVJL-2               | 9位                  |

#### コラボレーション・シングル
| 枚                 | 発売日             | タイトル           | 名義                | 規格品番           | 規格品番           | オリコン 最高位    |                    |
| 枚                 | 発売日             | タイトル           | 名義                | DVD付盤            | CDのみ盤           | オリコン 最高位    |                    |
| USM JAPAN レーベル | USM JAPAN レーベル | USM JAPAN レーベル | USM JAPAN レーベル  | USM JAPAN レーベル | USM JAPAN レーベル | USM JAPAN レーベル | USM JAPAN レーベル |
| ------------------ | ------------------ | ------------------ | ------------------- | ------------------ | ------------------ | ------------------ | ------------------ |
| 1st                | 2016年3月16日      | アルシラの星       | 谷村新司 x Kalafina | UICZ-9058          | UICZ-5067          | 37位               |                    |

### アルバム

#### オリジナル・アルバム
| 枚                   | 発売日               | タイトル             | 規格品番             | 規格品番             | 規格品番             | 規格品番             | オリコン 最高位      |
| 枚                   | 発売日               | タイトル             | DVD付盤              | BD付盤               | CDのみ盤             | アナログ盤           | オリコン 最高位      |
| SME Records レーベル | SME Records レーベル | SME Records レーベル | SME Records レーベル | SME Records レーベル | SME Records レーベル | SME Records レーベル | SME Records レーベル |
| -------------------- | -------------------- | -------------------- | -------------------- | -------------------- | -------------------- | -------------------- | -------------------- |
| 1st                  | 2009年3月4日         | Seventh Heaven       | SECL-763/4           |                      | SECL-765             |                      | 8位                  |
| 2nd                  | 2010年3月17日        | Red Moon             | SECL-852/3           |                      | SECL-854             |                      | 5位                  |
| 3rd                  | 2011年9月21日        | After Eden           | SECL-1012/3          |                      | SECL-1014            |                      | 3位                  |
| 4th                  | 2013年3月20日        | Consolation          | SECL-1280/1          | SECL-1282/3          | SECL-1284            |                      | 3位                  |
| 4th                  | 2015年9月16日        | far on the water     | SECL-1763/4          | SECL-1765/6          | SECL-1767            | SEJL-29/30           | 2位                  |

#### ベスト・アルバム
| 枚                   | 発売日               | タイトル                         | 規格品番             | 規格品番             | オリコン 最高位      |
| 枚                   | 発売日               | タイトル                         | 初回限定盤           | 通常盤               | オリコン 最高位      |
| SME Records レーベル | SME Records レーベル | SME Records レーベル             | SME Records レーベル | SME Records レーベル | SME Records レーベル |
| -------------------- | -------------------- | -------------------------------- | -------------------- | -------------------- | -------------------- |
| 1st                  | 2014年7月16日        | THE BEST “Red”                   | SECL-1530/1          | SECL-1534            | 4位                  |
| 2nd                  | 2014年7月16日        | THE BEST “Blue”                  | SECL-1532/3          | SECL-1535            | 3位                  |
| SACRA MUSIC レーベル |                      |                                  |                      |                      |                      |
| 3rd                  | 2018年10月24日       | Kalafina All Time Best 2008-2018 | VVCL-1332〜7         | VVCL-1338〜40        | 6位                  |

### 映像作品
| # | 発売日         | 発売日         | タイトル                                                               | 規格品番                        | レーベル    |
| - | -------------- | -------------- | ---------------------------------------------------------------------- | ------------------------------- | ----------- |
| 1 | 2010年12月1日  | 2010年12月1日  | Kalafina LIVE 2010 “Red Moon” at JCB HALL                              | DVD：SEBL-125 BD：SEXL-3        | SME Records |
| 2 | 2012年3月21日  | 2012年3月21日  | “After Eden” Special LIVE 2011 at TOKYO DOME CITY HALL                 | DVD：SEBL-138 BD：SEXL-13       | SME Records |
| 3 | 2013年12月11日 | 2013年12月11日 | Kalafina LIVE TOUR 2013 “Consolation” at 東京国際フォーラム            | DVD：SEBL-163 BD：SEXL-35       | SME Records |
| 4 | 2015年         | 7月15日        | Kalafina LIVE THE BEST 2015 “Red Day” at 日本武道館                    | DVD：SEBL-194 BD：SEXL-62       | SME Records |
| 5 | 2015年         | 7月15日        | Kalafina LIVE THE BEST 2015 “Blue Day” at 日本武道館                   | DVD：SEBL-195 BD：SEXL-63       | SME Records |
| 6 | 2016年6月22日  | 2016年6月22日  | Kalafina LIVE TOUR 2015〜2016 “far on the water” at 東京国際フォーラム | DVD：SEBL-210 BD：SEXL-77       | SME Records |
| 7 | 2017年         | 1月18日        | Kalafina Arena LIVE 2016 at 日本武道館                                 | 2DVD：SEBL-216/7 BD：SEXL-86    | SME Records |
| 8 | 2017年         | 11月1日        | Kalafina 9+one at 東京国際フォーラム                                   | 2DVD：VVBL-113/4 BD：VVXL-16    | SACRA MUSIC |
| 9 | 2018年         | 6月13日        | Kalafina 10th Anniversary LIVE 2018 at 日本武道館                      | 2DVD：VVBL-115/6 BD：VVXL-17    | SACRA MUSIC |
|   | 2018年         | 6月13日        | Kalafina 10th Anniversary Film 〜夢が紡ぐ輝きのハーモニー〜            | 2DVD：TDV-28185D BD：TBR-28184D | 東宝        |

### タイアップ
| 曲名                        | タイアップ                                                                           |
| --------------------------- | ------------------------------------------------------------------------------------ |
| oblivious                   | アニメ『劇場版 空の境界』第一章 俯瞰風景 エンディングテーマ                          |
| 君が光に変えて行く          | アニメ『劇場版 空の境界』第二章 殺人考察（前） エンディングテーマ                    |
| 傷跡                        | アニメ『劇場版 空の境界』第三章 痛覚残留 エンディングテーマ                          |
| ARIA                        | アニメ『劇場版 空の境界』第四章 伽藍の洞 エンディングテーマ                          |
| sprinter                    | アニメ『劇場版 空の境界』第五章 矛盾螺旋 エンディングテーマ                          |
| fairytale                   | アニメ『劇場版 空の境界』第六章 忘却録音 エンディングテーマ                          |
| seventh heaven              | アニメ『劇場版 空の境界』第七章 殺人考察（後） エンディングテーマ                    |
| Lacrimosa                   | テレビアニメ『黒執事』エンディングテーマ                                             |
| storia                      | NHK『歴史秘話ヒストリア』2009年6月3日放送回 エンディングテーマ。2013年1月より主題歌  |
| 光の旋律                    | テレビアニメ『ソ・ラ・ノ・ヲ・ト』オープニングテーマ                                 |
| I have a dream              | アニメ『劇場版 イヴの時間』エンディングテーマ                                        |
| 星の謡                      | PS2・Windows用ゲーム『信長の野望Online 新星の章』イメージソング                      |
| 輝く空の静寂には            | テレビアニメ『黒執事II』劇中歌                                                       |
| Magia                       | テレビアニメ『魔法少女まどか☆マギカ』エンディングテーマ                              |
| snow falling                | アニメ『劇場版 空の境界』終章 空の境界 イメージソング                                |
| symphonia                   | NHK『歴史秘話ヒストリア』2011年1月 - 2012年12月エンディングテーマ                    |
| to the beginning            | テレビアニメ『Fate/Zero』2ndシーズンオープニングテーマ                               |
| 満天                        | テレビアニメ『Fate/Zero』2ndシーズンエンディングテーマ（第18話、第19話）             |
| moonfesta〜ムーンフェスタ〜 | NHK『みんなのうた』2012年6月 - 7月末度使用曲                                         |
| 未来                        | アニメ『劇場版 魔法少女まどか☆マギカ [前編] 始まりの物語』挿入歌                     |
| Magia[quattro]              | アニメ『劇場版 魔法少女まどか☆マギカ [前編] 始まりの物語』エンディングテーマ         |
| ひかりふる                  | アニメ『劇場版 魔法少女まどか☆マギカ [後編] 永遠の物語』主題歌                       |
| 夢の大地                    | NHK『歴史秘話ヒストリア』2013年1月 - 2015年3月エンディングテーマ                     |
| アレルヤ                    | アニメ『劇場版 空の境界 未来福音』主題歌                                             |
| dolce                       | アニメ映画『空の境界 未来福音 extra chorus』主題歌                                   |
| 君の銀の庭                  | アニメ『劇場版 魔法少女まどか☆マギカ [新編] 叛逆の物語』主題歌                       |
| misterioso                  | アニメ『劇場版 魔法少女まどか☆マギカ [新編] 叛逆の物語』挿入歌                       |
| heavenly blue               | テレビアニメ『アルドノア・ゼロ』オープニングテーマ                                   |
| believe                     | テレビアニメ『Fate/stay night [Unlimited Blade Works]』エンディングテーマ            |
| ring your bell              | テレビアニメ『Fate/stay night [Unlimited Blade Works]』2ndシーズンエンディングテーマ |
| One Light                   | テレビアニメ『アルスラーン戦記』第2クールエンディングテーマ                          |
| far on the water            | NHK『歴史秘話ヒストリア』2015年4月よりエンディングテーマ                             |
| blaze                       | テレビアニメ『アルスラーン戦記 風塵乱舞』エンディングテーマ                          |
| into the world              | NHK『歴史秘話ヒストリア』2016年4月よりエンディングテーマ                             |
| メルヒェン                  | OVA『クビキリサイクル 青色サヴァンと虚言遣い』エンディングテーマ                     |
| 百火撩乱                    | テレビアニメ『活撃 刀剣乱舞』エンディングテーマ                                      |

## ライブ
| 年月              | タイトル                                                                    | 開催日・会場 |
| ----------------- | --------------------------------------------------------------------------- | --- |
| 2009年8月         | Kalafina LIVE 2009 “storia”                                                 | 1. 8月26日 Shibuya O-EAST |
| 2009年12月        | Kalafina LIVE 2009 “progressive”                                            | 1. 12月26日 横浜BLITZ |
| 2010年2月         | Kalafina LIVE TOUR 2010 〜progressive +〜                                   | 1. 2月2日 umeda AKASO 2. 2月3日 名古屋ボトムライン 3. 2月9日 Shibuya O-EAST |
| 2010年2月 - 3月   | Kalafina LIVE TOUR 2010 in Asia                                             | 1. 2月26日 台北1710 Live Studio 2. 2月28日 上海MAO Livehouse SHANGHAI 3. 3月7日 香港KITEC Auditorium |
| 2010年5月 - 12月  | Kajiura Produce 3rd Anniversary LIVE TOUR 〜Kalafina LIVE 2010 “Red Moon”〜 | 1. 5月15日 なんばHatch 2. 5月29日 横浜BLITZ 3. 6月5日 名古屋DIAMOND HALL 4. 1月6日 東京JCB HALL 5. 8月6日 香港KITEC Rotunda 3 6. 12月17日 台北Legacy Taipei |
| 2010年12月        | Kalafina LIVE 2010 “輝く空の静寂には”                                       | 1. 10日・11日 渋谷C.C.Lemonホール |
| 2011年3月 - 4月   | Kalafina LIVE Spring TOUR 2011 “Magia”                                      | 1. 3月27日 NHK大阪ホール 2. 4月2日 富山県民会館 3. 4月8日 名古屋市芸術創造センター 4. 4月15日 NHKホール |
| 2011年11月        | “After Eden” Special LIVE 2011                                              | 1. 11月25日 TOKYO DOME CITY HALL |
| 2012年1月 - 2月   | Kalafina LIVE TOUR 2012 “After Eden”                                        | 1. 1月7日・8日 NHK大阪ホール 2. 1月9日 広島CLUB QUATTRO 3. 1月20日・21日 中京大学文化市民会館 4. 1月22日 福岡DRUM LOGOS 5. 1月28日・29日 中野サンプラザ 6. 2月2日 Shibuya O-EAST 7. 2月4日 渋谷公会堂 |
| 2012年7月         | Kalafina LIVE 2012 “to the beginning”                                       | 1. 7月16日 NHKホール |
| 2012年12月        | X’mas Premium LIVE 2012 “Kalafina with Strings”                             | 1. 12月21日 サンケイホールブリーゼ 2. 12月22日 かつしかシンフォニーヒルズ |
| 2013年1月         | Kalafina 5th Anniversary LIVE “oblivious”                                   | 1. 1月23日 Shibuya O-EAST 2. 1月29日 umeda AKASO |
| 2013年4月         | Kalafina “Consolation” Special LIVE 2013                                    | 1. 4月6日 TOKYO DOME CITY HALL |
| 2013年6月 - 8月   | Kalafina LIVE TOUR 2013 “Consolation”                                       | 1. 6月8日・9日 中野サンプラザ 2. 6月22日・23日 名古屋ボトムライン 3. 6月29日・30日 福岡DRUM LOGOS 4. 7月4日 赤坂BLITZ 5. 7月13日 仙台Rensa 6. 7月15日 札幌PENNY LANE 24 7. 7月20日・21日 広島CLUB QUATTRO 8. 7月27日 高岡市民会館 9. 7月28日 NIIGATA LOTS 10. 8月3日 グランキューブ大阪 11. 8月4日 東京国際フォーラム                                                                                             |
| 2013年12月        | Christmas Premium LIVE 2013 “Kalafina with Strings”                         | 1. 12月20日 Bunkamura オーチャードホール 2. 12月22日 サンケイホールブリーゼ 3. 12月23日 Bunkamura オーチャードホール |
| 2014年5月         | Kalafina Special LIVE in Hong Kong 2014                                     | 1. 5月30日・31日 香港・柴湾青年広場Y綜芸館 |
| 2014年6月         | Kalafina "君の銀の庭" Special LIVE 2014                                     | 1. 6月26日 TOKYO DOME CITY HALL |
| 2014年10月・11月  | Kalafina LIVE TOUR 2014                                                     | 1. 10月18日 グランキューブ大阪 2. 11月1日 東京国際フォーラム |
| 2015年2月         | Kalafina LIVE THE BEST 2015 “Red Day”                                       | 1. 2月28日 日本武道館 |
| 2015年3月         | Kalafina LIVE THE BEST 2015 “Blue Day”                                      | 1. 3月1日 日本武道館 |
| 2015年10月 - 1月  | Kalafina LIVE TOUR 2015〜2016 “far on the water”                            | 1. 10月10日・11日 東京国際フォーラム 2. 10月24日・25日 グランキューブ大阪 3. 11月7日・8日 香港・柴湾青年広場Y綜芸館 4. 11月15日 日本特殊陶業市民会館 5. 11月28日 富山・オーバード・ホール 6. 12月12日 福岡市民会館 7. 1月16日・17日 台湾・ATT SHOW BOX 8. 1月11日 グランキューブ大阪 9. 1月30日・31日 東京国際フォーラム                                                                                          |
| 2015年12月        | Christmas Premium LIVE 2015 “Kalafina with Strings”                         | 1. 12月22日 ザ・シンフォニーホール 2. 12月24日・25日 Bunkamura オーチャードホール |
| 2016年9月         | Kalafina Arena LIVE 2016                                                    | 1. 9月10日・11日 神戸ワールド記念ホール 2. 9月16日・17日 日本武道館 |
| 2016年12月        | Christmas Premium LIVE TOUR 2016 “Kalafina with Strings”                    | 1. 12月2日 富山県民会館 2. 12月3日 東京オペラシティ コンサートホール 3. 12月9日 京都コンサートホール 4. 12月11日 仙台市民会館 5. 12月15日 岡山市民会館 6. 12月17日 福岡国際会議場 7. 12月18日 周南市文化会館 8. 12月20日 愛知県芸術劇場 コンサートホール 9. 12月21日 ザ・シンフォニーホール 10. 12月23日・24日 Bunkamura オーチャードホール                                                                       |
| 2017年4月 - 7月   | Kalafina “9+ONE”                                                            | 1. 4月15日・16日 森のホール21 2. 4月23日 わくわくホリデーホール 3. 4月30日 日本特殊陶業市民会館 フォレストホール 4. 5月2日・3日 フェスティバルホール 5. 5月7日 神奈川県民ホール 6. 5月13日 大宮ソニックシティ 7. 5月14日 富山・オーバード・ホール 8. 6月3日・4日 東京国際フォーラム 9. 6月10日 仙台サンプラザホール 10. 6月17日 北九州ソレイユホール 11. 7月15日 台北ATT SHOW BOX 12. 7月29日 香港KITEC Rotunda 3 |
| 2017年9月         | 日光東照宮 陽明門 平成の大修理竣工記念 “Kalafina with Strings”              | 1. 9月30日 日光東照宮 五重塔前特設ステージ |
| 2017年10月        | 興福寺 中金堂再建記念 “Kalafina with Strings”                               | 1. 10月8日・9日 興福寺 東金堂前庭特設ステージ |
| 2017年11月 - 12月 | Kalafina Acoustic Tour 2017 〜“＋ONE” with Strings〜                        | 1. 11月7日 神奈川ハーモニーホール座間 2. 11月13日 山口周南市文化会館 3. 11月15日 広島文化学園HBGホール 4. 11月22日 札幌市教育文化会館 5. 11月26日 兵庫和田山ジュピターホール 6. 11月27日 岡山倉敷市民会館 7. 12月2日 宮城電力ホール 8. 12月3日 東京オペラシティ 9. 12月9日 富山県民会館 10. 12月13日 愛知県芸術劇場 11. 12月14日 福岡シンフォニーホール                                                           |
| 2017年12月        | Christmas Premium LIVE 2017 “Kalafina with Strings”                         | 1. 12月19日・20日 ザ・シンフォニーホール 2. 12月22日・23日 Bunkamura オーチャードホール |
| 2018年1月         | Kalafina 10th Anniversary LIVE 2018                                         | 1. 1月23日 日本武道館 |
| 2025年1月         | Kalafina Anniversary LIVE 2025                                              | 1. 1月15日 東京ガーデンシアター |

## イベント・参加ライブ
2008年
- 4月29日・5月6日・5月15日 - Revo & 梶浦由記Presents Dream Port 2008（神戸ワールド記念ホール、パシフィコ横浜国立大ホール、東京国際フォーラム ホールA）
- 7月31日 - Yuki Kajiura LIVE Vol.2＃（Shibuya O-WEST）
- 12月27日 - Yuki Kajiura LIVE Vol.3＃ 〜1st DVD発売スペシャルLIVE〜（横浜BLITZ）

2009年
- 4月16日 - 「オンナノコノウタ @ morph-tokyo」Supported by Tsukuba TV（六本木・morph-tokyo）
- 5月2日 - Pop Up Japan★Special（NHKみんなの広場 ふれあいホール）
- 5月7日 - 夢想の楽園（morph-tokyo）
- 5月19日 - Kalafina クローズドプレミアムライブ（Shibuya O-WEST）
- 5月23日 - Anime Boston 2009 (Veterans Memorial Auditorium)
- 6月14日 - 黒執事「その執事、終章 〜最後の晩餐を貴方と共に〜」（東京国際フォーラム ホールA）
- 6月17日 - オンナノコノウタ @ morph-tokyo（morph-tokyo）
- 7月22日 - Storia（morph-tokyo）
- 8月26日 - Kalafina Live 2009“storia”（Shibuya O-EAST）
- 9月15日 - Heaven&Earth（morph-tokyo）
- 10月11日 - 東京電機大学情報環境学部 秋葉祭（学内福岡ホール）
- 10月15日 - fairytale（morph-tokyo）
- 10月29日 - Kalafina「progressive」発売記念インストアイベント（石丸ソフト本店7Fホール）
- 11月12日 - MUSIC JAPAN 新世紀アニソンSP2（NHKホール）
- 11月18日 - progressive（morph-tokyo）
- 12月23日 - Bright Christmas 2009 Kalafina Special Mini LIVE（丸の内オアゾ1F ○○広場）

2010年
- 2月20日 - KERA Presents 舞踏会〜BUTOU-KAI〜COOL JAPAN STYLE（LIQUIDROOM）
- 3月14日 - Mライブ（赤坂TBS Bスタジオ）
- 3月19日 - アルバム「Red Moon」リリース記念!アルバム購入者イベント（タワーレコード新宿店）
- 3月20日 - アルバム「Red Moon」リリース記念!アルバム購入者イベント（石丸電気ソフト本店）
- 3月21日 - アルバム「Red Moon」リリース記念!!インストアイベント（タワーレコード梅田NU茶屋町店）
- 5月8日 - LaLaport MUSIC JAM Vol.28公開録音（LaLaport TOKYO-BAY）
- 5月23日 - FictionJunction / Yuki Kajiura LIVE vol.#6（Zepp SENDAI）※FRONT ACT
- 7月4日 - Anime Songs Night in Harajuku 〜Jump to the world〜（原宿クエストホール）
- 8月6日 - Kalafina LIVE 2010“Red Moon”in Hong Kong（HITEC、Rotunda 3）
- 8月28日 - お台場合衆国2010 魁!音楽番付ライブ
- 9月18日 - シングル「輝く空の静寂には」リリース記念!シングル購入者イベント（タワーレコード梅田NU茶屋町店、ディスクピア日本橋店）
- 9月19日 - シングル「輝く空の静寂には」リリース記念!シングル購入者イベント（タワーレコード新宿店、石丸ソフト本店）
- 10月28日 - 第7回東京国際ミュージックマーケット（品川ステラボール）
- 11月 3日 - ANIMAX MUSIX FALL 2010（横浜アリーナ）
- 12月10日 - Kalafina LIVE 2010 “輝く空の静寂には”（渋谷C.C.Lemonホール）
- 12月17日 - Kalafina LIVE 2010“Red Moon”in Taipei（Legacy Taipei、傳 音樂展演空間）
- 12月19日 - リスアニ!LIVE 2010 DAY STAGE/NIGHT STAGE （東京国際フォーラム ホールA）

2011年
- 1月29日 - マチ★アソビ vol.5（徳島市）
  - Kalafina 一日駅長（JR徳島駅）
  - Kalafina ライブ イン マチ★アソビ（徳島市新町橋東公園）
- 2月12日 - アニうた KITAKYUSHU 2011（徳島市）
- 5月 1日 - ORICON INFINITY MUSIC 2011at UNIVERSAL STUDIOS JAPAN®（ユニバーサル・スタジオ・ジャパン グラマシーパーク特設ステージ）
- 7月2日 Anime Expo 2011 Kalafina LIVE （ロサンゼルス Club NOKIA）
- 8月10日 - 音霊 OTODAMA SEA STUDIO (逗子市新宿海岸)
- 8月28日 - Animelo Summer Live 2011 -rainbow- (さいたまスーパーアリーナ)
- 11月23日 - ANIMAX MUSIX 2011
- 11月25日 - “After Eden”Special LIVE 2011 (TOKYO DOME CITY HALL)
- 12月 4日 - リスアニ！LIVE2011（日本武道館）
- 12月24日 - LIVE IN LANDMARK X'mas Night  Fm yokohama×音霊番外編@ランドマークホール「X'mas Premium Acoustic LIVE」(横浜ランドマークホール)

2012年
- 2月26日 - 音霊 OTODAMA SNOW STUDIO (神立高原スキー場)
- 4月28日 - ARUARU CITY LIVE PROJECT VOL.1 “A3”（西日本総合展示場）
- 7月7日・7月8日 - TYPE-MOON Fes. -10th ANNIVERSARY EVENT-（パシフィコ横浜国立大ホール）
- 7月27日 - 28日 - AnimagiC 2012 (Beethovenhalle、ボン、ドイツ)
- 8月 6日 - お台場合衆国2012～ここから始まる！NIPPON応援団！～「めざましライブ」（合衆国 MY BEAT スタジアム）

2013年
- 1月27日 - リスアニ!LIVE-3(日本武道館)
- 8月11日 - お台場合衆国2013「めざましライブ」（お台場合衆国サンサンアイランド 合衆国Open Summer スタジアム）
- 9月7日 - ANiME FESTiVAL ASiA INDONESIA 2013(インドネシア)

2014年
- 1月26日 - リスアニ!LIVE-4(日本武道館)
- 7月6日 - Japan Expo(フランス)
- 8月14日 - お台場夢大陸2014「めざましライブ」（新大陸 Great Summer スタジアム）
- 8月30日 - Animelo Summer Live 2014 -ONENESS(さいたまスーパーアリーナ)
- 11月22日 - ANIMAX MUSIX 2014 YOKOHAMA(横浜アリーナ)
- 12月28日 - ockin'on presents COUNTDOWN JAPAN 14/15(幕張メッセ国際展示場)

2015年
- 1月25日 - リスアニ!LIVE-5(日本武道館)
- 4月30日 - Anime Festival Asia Thailand 2015 - AFATH2015(タイ王国)
- 8月15日 - お台場夢大陸2015「めざましライブ」（オマツリランド内 SUMMER GATE スタジアム）
- 8月30日 - Animelo Summer Live 2015 -THE GATE-(さいたまスーパーアリーナ)
- 12月28日 - rockin'on presents COUNTDOWN JAPAN 15/16(幕張メッセ国際展示場)

2016年
- 8月21日 - お台場みんなの夢大陸2016「めざましライブ」（夢大陸・みんなのオマツリランド内 特設スタジアム）
- 12月29日 - rockin'on presents COUNTDOWN JAPAN 16/17(幕張メッセ国際展示場)

2017年
- 1月27日 - リスアニ!LIVE 2017 CROSS STAGE(日本武道館)
- 3月10日 - Anisong Fantasy Live 2017(香港)
- 3月18日 - Anisong Fantasy Live 2017(シンガポール)
- 7月23日 - お台場みんなの夢大陸2017「めざましライブ」（夢大陸・スマイルランド内　HOT SUMMERスタジアム）
- 9月 1日 - 「Kalafina“Harmony”～Talk EVENT vol.1～」（中野サンプラザホール）（9月9日－NHK大阪ホール）
- 9月 8日－「Kalafina“Harmony”～Premium LIVE vol.1～」（ビルボード大阪）（9月17日－ビルボード東京）

2018年
- 3月 3日 - Songful days（両国国技館）
- 3月11日 - 「Toyosu Music Collaboration」～チームスマイル東日本大震災復興支援LIVE～（豊洲PIT）

## 出演

### 映画
- Kalafina 10th Anniversary Film ～夢が紡ぐ輝きのハーモニー～（2018年）

### ラジオ
- Kalafinaの私たち計画広場（スカパーSTAR digio 400ch.、2010年1月5日 - 2012年3月29日）
- Kalafina倶楽部（ベイエフエム、2010年7月6日 - 2018年3月28日）

### テレビ
- うたたね（TOKYO MX、2009年7月18日）
- ぐるっと関西おひるまえ（NHK大阪放送局、2009年7月10日）
- MUSIC JAPAN リクエスト（MUSIC JAPAN TV、2009年7月22日）
- アニメ&特撮大好き!O・BA・MA（MUSIC JAPAN TV、2009年8月1日）
- 劇場版『空の境界』特別番組〜全七章の軌跡〜（TBS、2009年8月2日）
- アニぱら音楽館（キッズステーション、2009年11月3日）
- MUSIC JAPAN 新世紀アニソンSP2（NHK総合、2010年1月10日）
- MUSIC JAPAN 新世紀アニソンSP2完全版（NHK-BS2、2010年2月13日）
- Mライブ（TBS、2010年3月23日）
- 魁!音楽番付Eight（フジテレビ、2010年5月5日）
- おもいッきりDON!（日本テレビ、2010年9月13日）
- UTAGE!（TBS、2014年6月23日－ 不定期出演）
- 音楽の日（TBS、2014年8月2日）
- ミュージックドラゴン（日本テレビ、2014年8月15日）
- MUSIC JAPAN（NHK総合、2014年8月31日）
- MUSIC FAIR（フジテレビ、2015年2月14日、5月9日）
- スタジオパークからこんにちは（NHK総合、2015年6月15日）
- NHK歌謡コンサート（NHK総合、2015年10月13日）「夢の共演！歌謡ナイト」
- うたコン（NHK総合、2016年5月17日）
- SONGS（NHK総合、2016年6月9日）

## 書籍
- 『Kalafina Record』ソニー・マガジンズ、2011年9月16日。ISBN 4-7897-3503-6。OCLC 753629059。ISBN 978-4-7897-3503-2。
- 『別冊カドカワ 総力特集 Kalafina Wakana Keiko Hikaru』KADOKAWA〈カドカワムック No.574〉、2015年2月28日。ISBN 4-04-731709-8。OCLC 932166624。ISBN 978-4-04-731709-3。